# بید پشمین
بید پشمین (نام علمی: Salix lanata) نام یک گونه از سرده بید است.